# Horacio Guajardo Elizondo
Horacio Guajardo Elizondo (n. Monterrey, México; 25 de septiembre de 1925) es licenciado en Derecho, por la Universidad Nacional Autónoma de México (UNAM) y profesor emérito desde el 15 de mayo de 2013 por parte de la Universidad de Monterrey (UDEM).
Es conocido por su liderazgo en proyectos educativos, como investigación y consultoría dentro del sector público y privado de Nuevo León.

## Ámbito académico
Director fundador del programa académico de Licenciado en Ciencias de la Información y Comunicación en la Universidad de Monterrey (UDEM) en el año 1971.
Impartió diversos cursos de Periodismo, Teoría de la Comunicación, Teoría Política y Opinión Pública, siendo la materia que más ha instruido en el curso de su vida docente ya que tenía una respuesta muy favorable entre los alumnos. 
Fundador del Consejo Nacional para la Enseñanza e Investigación de Ciencias de la Comunicación (Coneicc) en 1976.
Participó activamente en la sociedad como Consejero Ciudadano de la Comisión Estatal Electoral (CEE) y actualmente es invitado como articulista de opinión en distintos programas de Multimedios, Radio Nuevo León y Radio UDEM. Además, su producción literaria creció hasta sumar 18 libros publicados.
El  profesor, se retiró de la cátedra en el año 2009, después de fungir como docente llevando una vida plena de satisfacciones y desafíos como líder de opinión.

## Ámbito laboral
Laboraba en la Universidad Iberoamericana y fue elegido presidente de la Sociedad de Alumnos y de Maestros en favor de la huelga.
Estableció un pequeño despacho para conciliar su interés por la política y la comunicación; trabajó como cronista parlamentario para el periódico La prensa cubriendo las sesiones de la Cámara de Diputados del Congreso de la Unión. 
En 1991 se reintegró a la UDEM como profesor de las materias Historia de las Ciencias Políticas, Teoría de la Comunicación Social, Legislación de los Medios de Comunicación y Opinión Pública entre otras.

## Obras
- Elementos de periodismo (1967)
- Universidad moderna, saber cristiano (1968)
- Geopolítica ¿ciencia o imperialismo (1968)
- Periodismo: una visión desde Nuevo León (1969)
- Teoría de la Comunicación Social (1970)
- Mensaje y Máscara (1974)
- Historia de las ideas políticas / tomo I (1978)
- Historia de las ideas políticas / tomo II
- Historia de las ideas políticas / tomo III
- Ensayos de comunicación (1982)
- Asamblea de letras (1991)
- Movimientos sociales, comunicación alternativa (1992)
- Movimiento obrero mexicano (2010)
- Vocación Universitaria (2017)

## Premios y reconocimientos
- Medalla al Mérito Cívico (Nuevo León, 2005)
- Profesor Emérito de la Universidad de Monterrey (Universidad de Monterrey, Nuevo León, 2013)
- Recibió el nombramiento como miembro honorario del Coneicc en 2011.[3]